# Ulica Mikołaja Kopernika w Łodzi

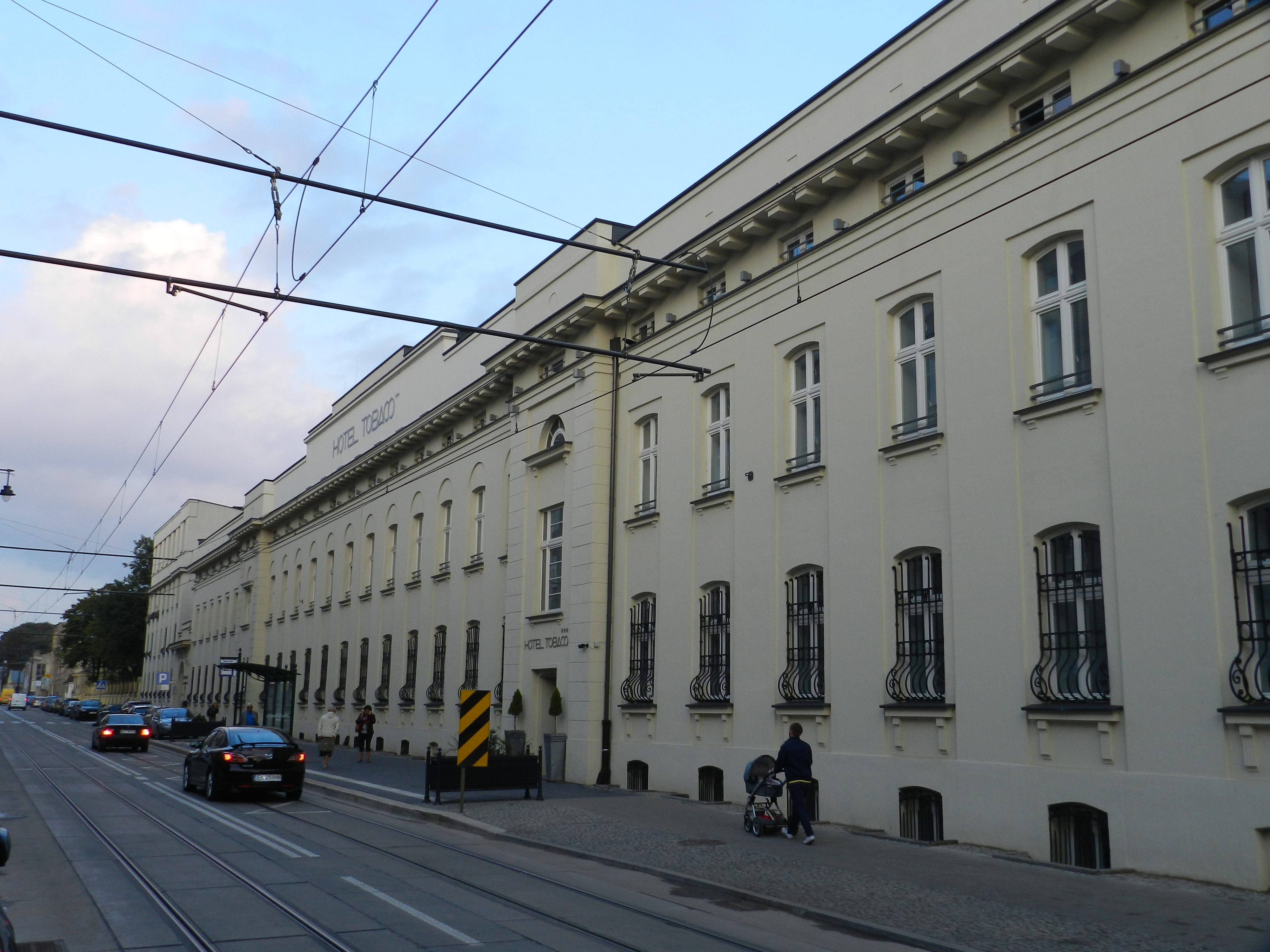
Hotel Tobaco

Ulica Mikołaja Kopernika w Łodzi – ulica w Łodzi biegnąca równoleżnikowo od ul. Wólczańskiej do al. Włókniarzy, na obszarze osiedla Stare Polesie.

## Historia ulicy
Ulica Kopernika powstała około 1873 jako drugorzędna, peryferyjna droga prowadząca z centrum Łodzi do lasu miejskiego. Początkowo nosiła nazwę ulicy (szosy) Milsza (Milscha) – od nazwiska fabrykanta Teodora Milscha, który w jej pobliżu wybudował browar oraz swoją willę. W roku 1923, z okazji 450 rocznicy urodzin Mikołaja Kopernika, zmieniono nazwę na obecnie obowiązującą.
W 1900 ulicą poprowadzono linię tramwajową, a następnie przedłużono zarówno ulicę jak i linię do nowo powstałego dworca kolejowego Łódź Kaliska. Przyspieszyło to rozwój ulicy i parcelację pobliskich terenów na działki budowlane. W latach 2013–2014 – w czasie remontu zachodniej części ulicy (od al. Włókniarzy do ul. Żeromskiego) – zwężono jezdnię i poszerzono chodniki.

## Ważniejsze obiekty[3]
- fabryka Ernesta Wevera (na rogu z ul. Wólczańską)
- XXI Liceum Ogólnokształcące im. Bolesława Prusa (na rogu z ul. Wólczańską)
- Teatr Studyjny PWSFTviT
- biblioteka wojewódzka (przy skrzyżowaniu z ul. Gdańską)
- Teatr „Pinokio”
- lecznica weterynaryjna „Pod koniem”, budynek wpisany do rejestru zabytków[7]
- willa Teodora Milscha (przy skrzyżowaniu z ul. Łąkową), budynek wpisany do rejestru zabytków[7]
- Wytwórnia Maszyn „Elektrobudowa”
- gmach dawnej fabryki Państwowego Monopolu Tytoniowego, od 2013 siedziba hotelu „Tobaco”, budynek wpisany do rejestru zabytków[7]

## Komunikacja miejska
- Autobusy[8]: N2
- Tramwaje[8]: 12, 15, 16, 17